# Logbonou
Lougbonou est une localité du centre de la Côte d'Ivoire et appartenant au département de Katiola, Région de la Vallée du Bandama. La localité de Lougbonou est un chef-lieu de commune. 
Le village a eu pour créateur feu Kafogni, après son décès, Touré Ogou le neveu est nommé chef de Lougbonou et aujourd'hui, nous avons le premier chef intronisé, Touré Kinondia Benjamin. 
Il faut noter que, toute cette lignée, vient de la famille des fonlons (forgerons), venus depuis.  